# Skinhead

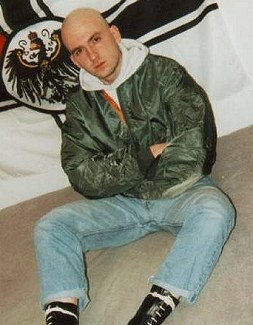

Skinhead sau skin este denumirea pentru un membru al unei subculturi care a apărut printre tinerii din clasa muncitoare din Londra, Anglia, în anii 1960. S-a răspândit curând în alte părți ale Regatului Unit. O a doua mișcare skinhead a clasei muncitoare a apărut în întreaga lume la sfârșitul anilor 1970. Motivați de alienarea socială și solidaritatea dintre clasa muncitoare, skinheads sunt definiți prin  îmbrăcămintea din clasa muncitoare, cum ar fi Dr. Martens și cizme de lucru cu vârf de oțel, bretele, blugi cu picioare drepte cu talie înaltă și lungimi variabile și cămăși cu guler cu nasturi, de obicei, în formă de carouri sau subțiri. Mișcarea a atins un apogeu la sfârșitul anilor 1960, a cunoscut o revigorare în anii 1980 și, de atunci, a rezistat în mai multe contexte la nivel mondial. Creșterea în proeminență a skinhead-urilor a avut loc în două valuri, primul val având loc la sfârșitul anilor 1960 în Marea Britanie. Primii skinheadzi au fost tineri din clasa muncitoare motivați de o expresie a valorilor alternative și a mândriei clasei muncitoare, respingând atât austeritatea și conservatorismul din anii 1950-începutul anilor 1960, cât și mișcarea hippie burgheză de la mijlocul anilor 1960 și de la mijlocul anilor 1960. În schimb, skinheadzii au fost atrași către subculturi mai multe din exteriorul clasei muncitoare, încorporând elemente de modă din clasa muncitoare timpurie și muzică și modă jamaicană, în special de la Jamaican rude boys.În etapele anterioare ale mișcării, a existat o suprapunere considerabilă între subcultura skinhead timpurie, subcultura mod și subcultura băieților nepoliticos găsită în rândul tinerilor imigranți jamaicani britanici și jamaicani, deoarece aceste trei grupuri au interacționat și au fraternizat între ele în cadrul aceleiași clase muncitoare și cartiere sărace din Marea Britanie. Pe măsură ce skinhead-ii au adoptat elemente ale subculturii mod și ale subculturii de rude boys imigranți jamaicani britanici și jamaicani, atât skin-urile din prima cât și din a doua generație au fost influențate de ritmurile genurilor muzicale jamaicane, cum ar fi ska, rocksteady și reggae, precum și uneori soul și rhythm and blues afro-americani.
La sfârșitul anilor 1970 și începutul anilor 1980 a fost o renaștere sau un al doilea val al subculturii skinhead, cu o interacțiune crescândă între adepții săi și mișcarea punk în curs de dezvoltare. Oi!, o ramură a punk-rock-ului din clasa muncitoare, a devenit curând o componentă vitală a culturii skinhead, în timp ce genurile jamaicane îndrăgite de skinhead-ii din prima generație au fost filtrate prin punk și new wave într-un stil cunoscut sub numele de 2 Tone. În cadrul acestor noi mișcări muzicale, subcultura skinhead s-a diversificat, iar moda skinhead contemporană a variat de la stilurile originale, curate din anii 1960, influențate de mod și de băieți nepoliticoși, până la stiluri mai puțin stricte influențate de punk.
La începutul anilor 1980, afilierile politice au crescut în semnificație și au divizat subcultura, demarcând ramurile de extremă-dreapta și de extrema stângă, deși mulți skins s-au descris ca fiind apolitici. În Marea Britanie, subcultura skinhead a devenit asociată în ochii publicului cu apartenența la grupuri precum Frontul Național de extremă dreapta și Mișcarea Britanică. Până în anii 1990, mișcările skinhead neonaziste existau în toată Europa și America de Nord, dar au fost contrabalansate de prezența unor grupuri precum Skinheads Against Racial Prejudice (SHARP), care au apărut ca răspuns. Până în prezent, subcultura skinhead reflectă un spectru larg de convingeri politice, chiar dacă mulți continuă să o accepte ca o mișcare în mare parte apolitică a clasei muncitoare.

## Vezi și
- Listă de filme skinhead